# Charles Caudrelier
Charles Caudrelier Benac, né le 26 février 1974 à Paris (Ile-de-France), est un navigateur français en voile sportive et officier de marine marchande. Il est le vainqueur en solitaire de la 1re édition du Arkéa Ultim Challenge 2024, Brest-Brest en circumnavigation.

## Carrière de navigateur
En 1999, à 25 ans, il intègre le Centre d’entraînement de Port-la-Forêt,. Il se fait remarquer lors de la Solitaire du Figaro 1999 qu'il termine 9e et 1er bizuth. En 2001, il remporte avec Gildas Morvan la première édition du Trophée BPE ainsi que le Tour de Bretagne et termine 5e de la Solitaire du Figaro.
En 2004, après de nombreuses places d'honneur, il remporte la Solitaire du Figaro,.
En 2009, il remporte la Transat Jacques-Vabre en étant le coskipper de Safran avec Marc Guillemot.
Il participe par procuration à la Route du Rhum 2010 en étant un des deux routeurs de Franck Cammas, le vainqueur final de l'épreuve. L'année suivante, Caudrelier est barreur-régleur-navigateur et responsable performance de Groupama 4 dirigé par Cammas lors de la Volvo Ocean Race 2011-2012. L'équipage français remporte la compétition au terme de la dernière étape océanique.

### Volvo ocean race
Le 26 février 2014, jour de son 40e anniversaire, il est nommé skipper de Team Dongfeng, bateau chinois, pour courir la Volvo Ocean Race 2014-2015. Lors de cette édition, le bateau se classe 3e  au général après avoir notamment remporté 2 étapes (étape 3 Abou Dabi - Sanya et étape 6 Itajai - Newport).
Le 7 novembre 2016, Dongfeng Race Team annonce sa participation à la Volvo Ocean Race 2017-2018 et le reconduit en tant que skipper. Il remporte la course au terme de la dernière étape.
Il se voit décerner le prix de Marin de l'année 2018 par la Fédération française de voile,.

### Classe Ultime
En 2019, il remporte la Brest Atlantiques sur le Maxi Edmond de Rothschild,.
En 2021, il remporte la Transat Jacques-Vabre pour la 3e fois sur le Maxi Edmond de Rothschild avec Franck Cammas,. Lors du convoyage retour, Charles Caudrelier bat deux records officieux avec le bateau : en configuration « faux solo », il fait une pointe à 50,7 nœuds, et parcourt 880 milles en 24 heures à la vitesse moyenne de 36,6 nœuds. Ce dernier record ne peut être homologué faute de matériel adéquat embarqué à bord, et le record de 851 milles réalisé en 2017 par François Gabart à bord de MACIF reste valable. Ce record officieux fait de Maxi Edmond de Rothschild le quatrième bateau le plus rapide sur 24 heures, derrière les 908 milles de Banque Populaire V (2009), les 894 milles d'Idec Sport (2016) et les 889 milles de Sodebo Ultim 3 (2020).
En 2022, sur le même bateau et en solitaire, il remporte la Route du Rhum en battant le record de l'épreuve en 6 j 19 h 47 min 25 s,.

### Arkéa Ultim Challenge 2024
Le 7 janvier 2024, il prend le départ de l'Arkéa Ultim Challenge, 1ère édition du tour du monde en solitaire de la classe ultime. Il est à la barre du Maxi Edmond de Rothschild.
À l'occasion de cette course, Charles Caudrelier aligne 3 journées à près de 35 noeuds de moyenne (838 milles pour ses meilleures 24h) et bat  plusieurs records : 
- trajet Équateur-Cap de Bonne-Espérance: Il établit le meilleur temps intermédiaire toutes catégories confondues (solitaire et en équipage) en 5 j 17 h 20 min[24]
- Océan Indien (WSSRC) : il bat le record en solitaire établi par Thomas Coville en 2016 avec un temps de 8 j 8 h 20 min[25]
- trajet Ouessant-Cap Leeuwin : il bat de plus de 24 heures le précédent record en solitaire établi par François Gabart en 2017, avec un temps de passage de 18 j 05 h 43 min. Il conserve plus de 24 heures d'avance sur le record en solitaire établi par le même François Gabart sur temps de passage à l'anti Méridien, en 22 j 03 h 06 min

Charles Caudrelier franchit la ligne le 27 février 2024 à 8h37 et devient le premier vainqueur de cette épreuve après 50 jours, 19 heures, 7 minutes et 42 secondes.

## Palmarès

### Victoires
- Vainqueur du Trophée BPE en 2001 avec Gildas Morvan.
- Vainqueur du Tour de Bretagne en 2001 avec Gildas Morvan.
- Vainqueur de la Solitaire du Figaro en 2004 sur Bostik Findley.
- Vainqueur de la Transat Jacques-Vabre en 2009 avec Marc Guillemot[26].
- Vainqueur de la Volvo Ocean Race en 2011-2012 sur Groupama 4 skippé par Franck Cammas.
- Vainqueur de la Transat Jacques-Vabre 2013 avec Sébastien Josse sur Gitana XV.
- Vainqueur de la Volvo Ocean Race 2017-2018 sur Dongfeng Race Team en tant que skipper[27].
- Vainqueur de la Brest Atlantiques sur Maxi Edmond de Rothschild avec Franck Cammas.
- Vainqueur de la Fastnet Race en 2019 et 2021 sur Maxi Edmond de Rothschild avec Franck Cammas.
- Vainqueur de la Transat Jacques-Vabre en 2021 sur Maxi Edmond de Rothschild avec Franck Cammas[17],[18].
- Vainqueur de la Finistère Atlantique en 2022 sur Maxi Edmond de Rothschild[28].
- Vainqueur de la Route du Rhum 2022 sur Maxi Edmond de Rothschild[21].
- Vainqueur de l'Arkéa Ultim Challenge 2024 sur Maxi Edmond de Rothschild le 27 février 2024 en 50 jours 19 heures 7 minutes et 42 secondes[29].

### Autres résultats
- 2023 : 3e de la Transat Jacques-Vabre 2023 avec Erwan Israel sur Maxi Edmond de Rothschild.
- 2004 : 4e de la Transat’ Lorient-St-Barth’ avec Antoine Koch sur Bostik Findley
- 2000 : 4e de la Transat’ Lorient-St-Barth’ avec Tanguy Lesselin sur BCG - X -HEC

## Décoration
Le 13 juillet 2023, Charles Caudrelier est nommé au grade de chevalier dans l'ordre national de la Légion d'honneur.

## Vie privée
Charles est le père d'une fille et d'un garçon, résidant dans le Morbihan.